# آلبرت لاموریس

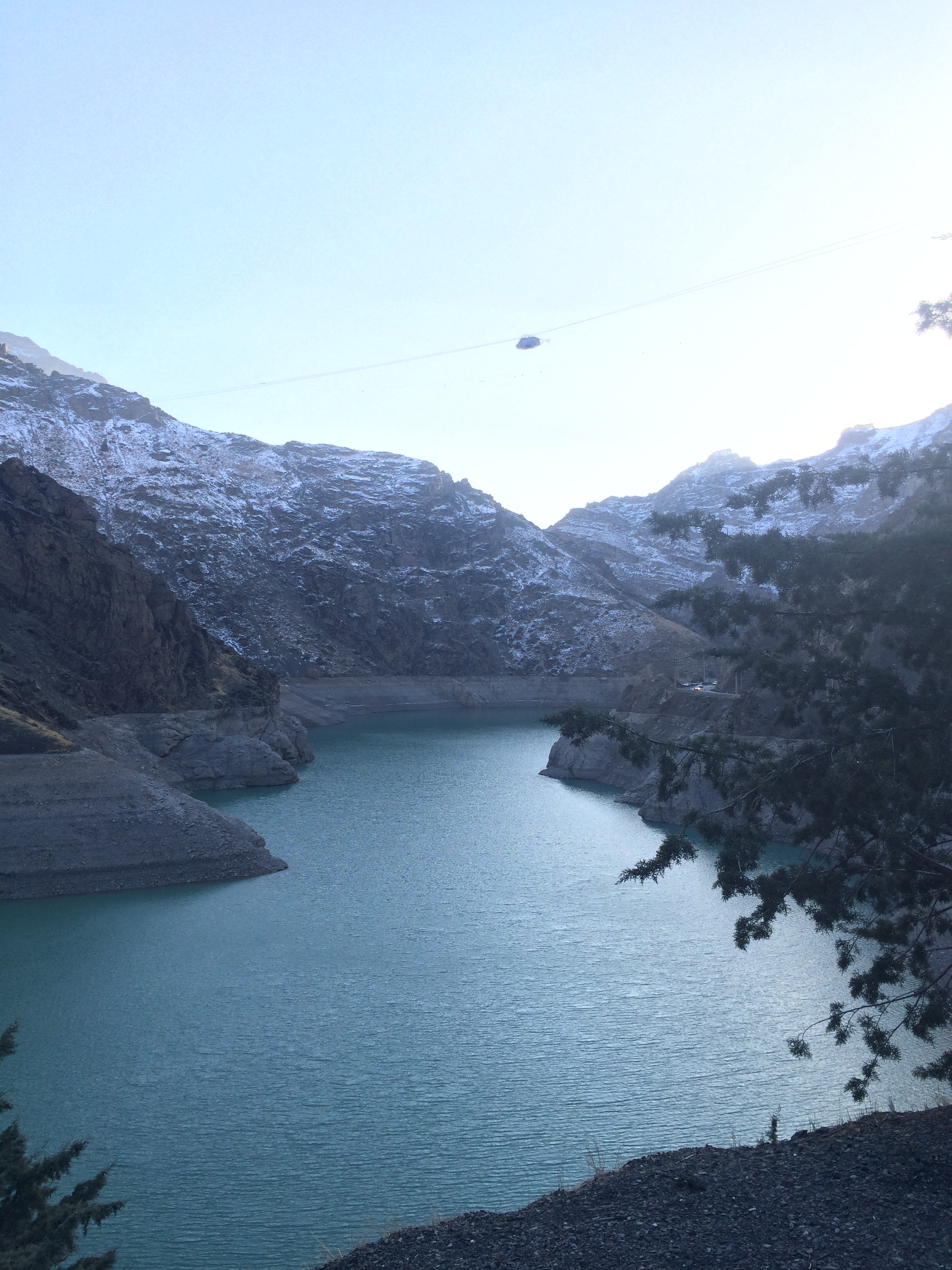
لاشه بالگرد لاموریس در سد کرج، به عنوان یادگاری

آلبرت لاموریس (Albert Lamorisse) (زاده ۱۳ ژانویه ۱۹۲۲ – درگذشته ۲ ژوئن ۱۹۷۰) کارگردان فیلم و فیلم‌نامه‌نویس، پدیدآور بازی تخته‌ای ریسک، مبدع سیستم فیلمبرداری از هلیکوپتر که برای فیلم کوتاه بادکنک قرمز (۱۹۵۶) جایزه بهترین فیلمنامه کن و اسکار به او تعلق گرفت. او ساخت فیلم کوتاه را از سال ۱۹۴۰ آغاز کرد.
در هنگام ساخت بخش دوم فیلم مستند باد صبا در اثر حادثه‌ای که برای بالگرد او بر روی سد کرج در ایران اتفاق افتاد در ۴۸ سالگی کشته شد. فیلم، پس از او بر اساس دست‌نوشته‌هایش تدوین و در سال ۱۹۸۷ منتشر و نامزد جایزه اسکار بهترین مستند شد.
محمدرضا شاه پهلوی خلبان مخصوص خود را مأمور کرد تا لاموریس و پسرش این بخش از پروژه فیلمبرداری را تکمیل کنند. هلیکوپتر پس از چند بار چرخش بر فراز سد کرج به کابل‌های مخصوص تمرین تکاوران برخورد و در سد سقوط کرد. پاسکال فرزند لاموریس جان سالم به در برد، اما آلبرت و خلبان هر دو در آن سانحه کشته شدند.
آلبرت در سال ۱۹۵۷ وقتی به همراه خانواده اش به هلند سفر کرده بود بازی تخته‌ای La Conquête du Monde را طراحی کرد که بعدها به ریسک مشهور شد.

## رد مستند باد صبا توسط مقامات پهلوی و ضبط مجدد منتهی به کشته‌شدن
بنابر گفتهٔ منوچهر انور گویندهٔ گفتار متن مستند «باد صبا» وقتی لاموریس فیلم را آماده می‌کند و تحویل می‌دهد با اعتراض مقامات بالای آن زمان مواجه می‌شود که این آن چیزی که ما می‌خواستیم نیست. این خیلی برای لاموریس دردناک بود و سعی کرد او را از این کار معاف کنند اما نشد و به او گفتند در غیر این صورت فیلم پخش نخواهد شد. او بالاجبار تصمیم گرفت کار «نادل‌نشین» سد کرج را انجام دهد که ملخ بالگرد با گیرکردن به سیم‌های بالای سد کرج کنده شده و بالگرد به عمق آب سقوط می‌کند.

## جوایز
برنده
جشنواره فیلم کن: نخل طلا، یال سفید، بهترین فیلم کوتاه، آلبرت لاموریس؛ ۱۹۵۳.
جایزه ژان ویگو: پریکس ژان ویگو، یال سفید، فیلم کوتاه، آلبرت لاموریس. ۱۹۵۳.
Prix Louis Deluc: Prix Louis Deluc; بادکنک قرمز، آلبرت لاموریس؛ ۱۹۵۶.
جشنواره فیلم کن: نخل طلای متراژ/نخل طلایی؛ بادکنک قرمز، بهترین فیلم کوتاه، آلبرت لاموریس؛ ۱۹۵۶.
جوایز اسکار: اسکار؛ بادکنک قرمز، بهترین نوشته، بهترین فیلمنامه اورجینال، آلبرت لاموریس؛ ۱۹۵۷.
آکادمی هنرهای فیلم و تلویزیون بریتانیا: جایزه بفتا؛ بالون قرمز، جایزه ویژه، فرانسه؛ ۱۹۵۷.
جشنواره فیلم ونیز: جایزه OCIC; Le Voyage en ballon; 1960.
جشنواره فیلم کن: جایزه بزرگ فنی؛ فیفی لا پلوم، ۱۹۶۵.
جشنواره فیلم کن: جایزه بزرگ فنی – ذکر ویژه؛ ورسای؛ ۱۹۶۷.
هیئت ملی نقد و بررسی: برترین فیلم‌های خارجی؛ بادکنک قرمز، ۱۹۵۷.
نامزد
آکادمی هنرهای فیلم و تلویزیون بریتانیا: جایزه فیلم بفتا، یال سفید، بهترین فیلم مستند، فرانسه؛ ۱۹۵۴.
جشنواره فیلم ونیز: شیر طلایی; Le Voyage en ballon; 1960.
جشنواره فیلم کن: نخل طلایی؛ Fifi la plume; 1965.
جشنواره فیلم کن: نخل طلایی؛ بهترین فیلم کوتاه، ورسای؛ ۱۹۶۷.
جوایز اسکار: اسکار؛ بهترین مستند، بلند، Le Vent des amoureux; 1979.